# پلیموث ساتلایت

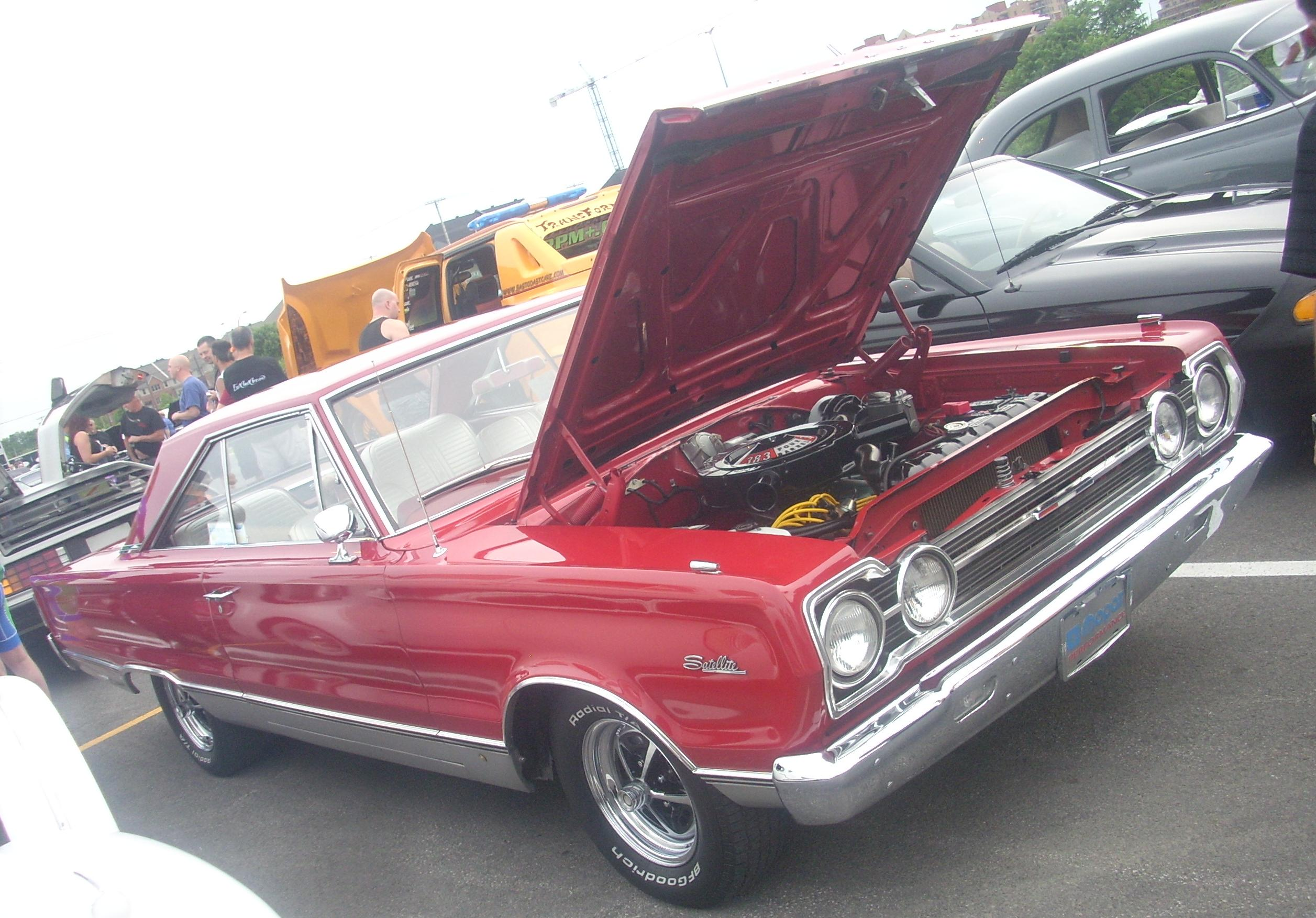

پلیموث ستلایت (به انگلیسی: Plymouth Satellite) خودرویی است که توسط شرکت پلیموث در سال‌های ۱۹۶۵ تا ۱۹۷۴ تولید شده‌است. 
این خودرو در کلاس خودرو سایز متوسط قرار گرفته و طراحی آن خودروهای موتور جلو-محور عقب بوده است. سیستم جعبه‌دندهٔ آن ۴ دنده به دو صورت خودکار و دستی است.

## نگارخانه

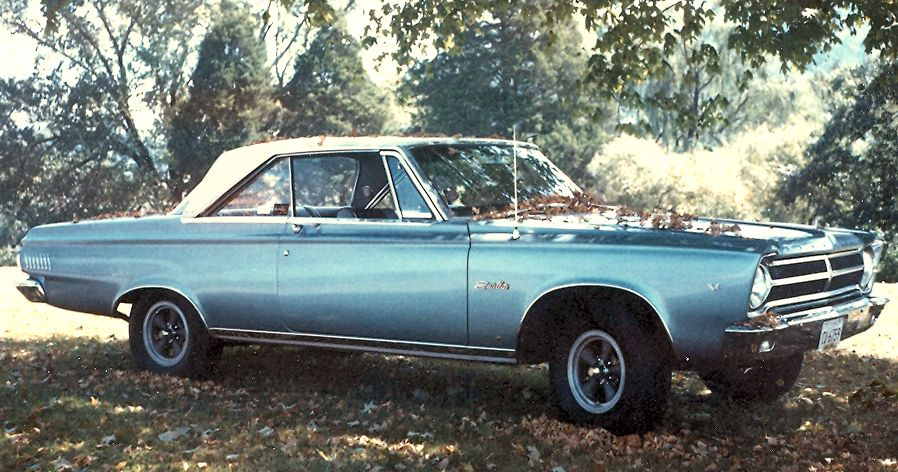
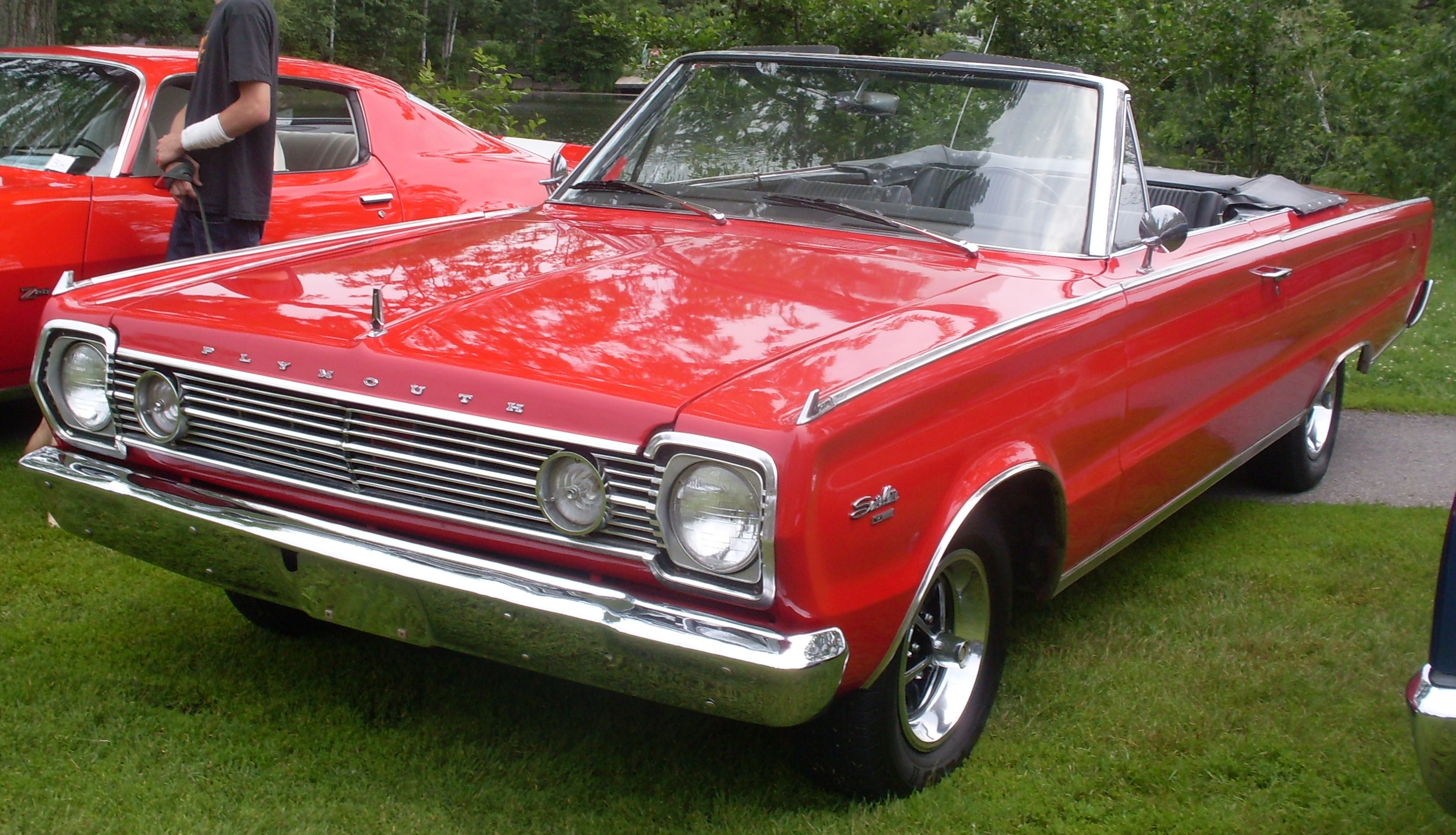